# مقاطعة تشيسكي كروملوف
مقاطعة تشيسكي كروملوف (بالتشيكية: Okres Český Krumlov)‏ هي مقاطعة (أوكريس) في إقليم جنوب بوهيميا في جمهورية التشيك.
عاصمة هذه المقاطعة هي مدينة تشيسكي كروملوف.

## اقرأ أيضاً
- مقاطعات جمهورية التشيك